# Conferència episcopal

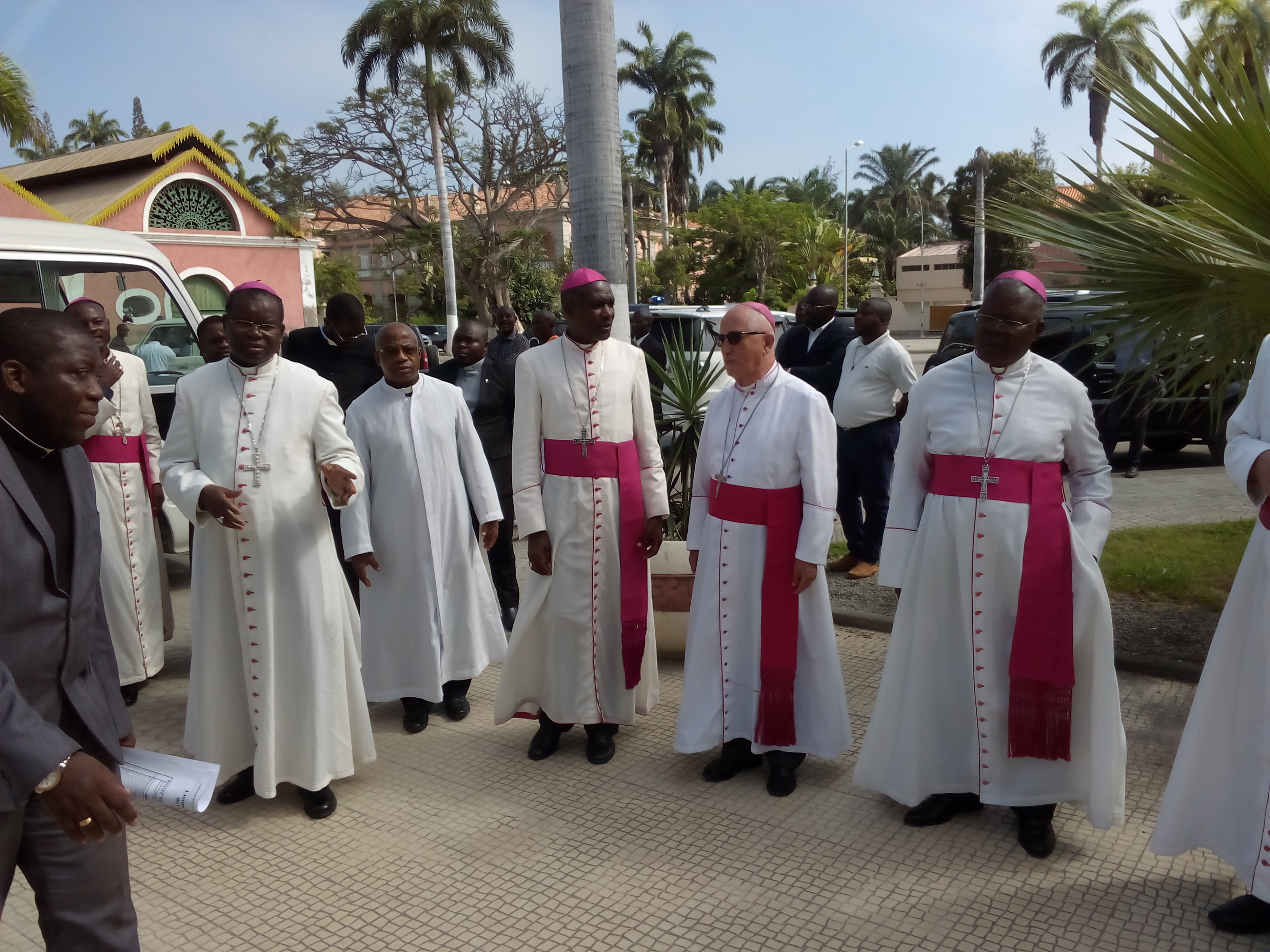
Reunió de la Conferència Episcopal d'Angola i São Tomé a Luanda.

La Conferència Episcopal o Conferència Nacional de Bisbes, dins de l'Església Catòlica, és una institució de caràcter permanent, que consisteix en l'assemblea dels bisbes d'una nació o territori determinat, que exerceixen units algunes funcions pastorals respecte dels fidels del seu territori, per promoure conforme a la norma del dret el major bé que l'Església proporciona als homes, sobretot mitjançant formes i maneres d'apostolat convenientment acomodats a les peculiars circumstàncies de temps i de lloc. Pel dret mateix, pertanyen a la Conferència Episcopal tots els bisbes diocesans del territori i els qui se'ls equipessin en el dret, així com els bisbes coadjutors, els bisbes auxiliars i els altres bisbes titulars que, per encàrrec de la Santa Seu o de la Conferència Episcopal, compleixen una funció peculiar al mateix territori; poden ser convidats també els ordinaris d'un altre ritu, però només amb vot consultiu, tret que els estatuts de la Conferència Episcopal determinin una altra cosa.
Les conferències episcopals tenen una llarga existència com a entitats informals, però van ser establertes com a cossos formals pel Concili Vaticà II (Christus Dominus, 38) i implementades pel Bisbe de Roma Pau VI en 1966 motu proprio Ecclesiae sanctae. L'operació, autoritat i responsibilidad de les conferències episcopals està generalment governada pel Codi de Dret Canònic (vegeu cànons 447-459). La naturalesa de les conferències episcopals i la seva autoritat magisterial van ser aclarides pel Bisbe de Roma Joan Pau II en 1998 motu proprio Apostolos suos Arxivat 2013-01-07 a Wayback Machine..
Al novembre de 2007 existeixen 113 Conferències Episcopals de ritu llatí.

## Conferències Episcopals

### Europa
- Conferencia Episcopal Austríaca (Österreichische Bischofskonferenz)
- Conferència Episcopal de Bèlgica (Bisschoppenconferentie van België/ Conférence Episcopale de Belgique)
- Conferència Episcopal Escandinava (Conferentia Episcopalis Scandiae), integrada pels bisbes de Dinamarca, Finlàndia, Groenlàndia, Islàndia, Illes Aland, Illes Faroe, Noruega i Suècia.
- Conferència dels Bisbes de França (Conférence des Evêques de France)
- Conferència Episcopal Alemanya (Deutsche Bishofskonferenz)
- Conferència Episcopal Irlandesa (Irish Episcopal Conference), integrada pels bisbes d'Irlanda i Irlanda del Nord.
- Conferència Episcopal Italiana (Conferenza Episcopale Italiana), la Ciutat del Vaticà i San Marino integren diòcesis italianes.
- Conferència Episcopal Maltesa (Konferenza Episkopali Maltija/Conferenza Episcopale Maltese)
- Conferència Episcopal Neerlandesa (Nederlandse Bisschoppenconferentie)
- Conferència Episcopal Portuguesa (Conferência Episcopal Portuguesa)
- Conferència Episcopal Espanyola,[4] Andorra és part d'una diòcesi espanyola.
- Conferència Episcopal Tarraconense:[5] integrada pels bisbes de la Província eclesiàstica Tarraconense i de la Província Eclesiàstica de Barcelona
- Conferència de Bisbes de Suïssa Conférence des Evêques Suisses/ Schweizer Bischofskonferenz/ Conferenza dei Vescovi svizzeri
- Conferència Episcopal Catòlica d'Anglaterra i Gal·les (Bishops' Conference of England and Wales), Guernsey, l'Illa de Man i Jersey integren diòcesis angleses.
- Conferència de Bisbes d'Escòcia (Bishops' Conference of Scotland)
- Conferència Episcopal d'Albània (Konferenca Ipeshkvnore i Shquipërisë/ Conferenza Episcopale dell'Albània)
- Conferència de Bisbes Catòlics de Belarus (Conferentia Episcoporum Catholicorum Bielorussiae/ Біскупы Беларусі)
- Conferència Episcopal de Bòsnia i Hercegovina (Biskupska Konferencija Bosne i Hercegovine)
- Conferència Episcopal Búlgara (Mejduritualnata Episcopska Konferenzia vâv Bâlgaria/ Conferentia episcoporum Bulgariae)
- Conferència Episcopal Croata (Hrvatska Biskupska Konferencija)
- Conferència Episcopal Txeca (Česká Biskupská Konference)
- Conferència Episcopal Grega (Conferentia Episcopalis Graeciae/ Fereixi Synodos Katholikes Hierarchias Hellados)
- Conferència dels Bisbes Catòlics Hongaresos (Magyar Katolikus Püspöki Konferencia)
- Conferència Episcopal Letona (Latvijas Biskapu Konference/ Conferentia Episcoporum Lettoniae)
- Conferència Episcopal Lituana (Conferentia Episcopalis Lituaniae/ Katalikų Bažnyčia Lietuvoje)
- Conferència Episcopal Internacional dels Sants Cirili i Metodi (Conferenza Episcopale Internazionale dei SS. Cirillo i Metodia), integrada pels bisbes de Macedònia del Nord, Montenegro i Sèrbia.
- Conferència Episcopal Polonesa (Konferencja Episkopatu Polski)
- Conferència Episcopal Romanesa (Conferinţi Episcopală România)
- Conferència dels Bisbes Catòlics de la Federació Russa (Conferenza dei Vescovi Cattolici della Federazione Russa)
- Conferència Episcopal Eslovaca (Konferencia Biskupov Slovenska/ Conferentia episcoporum Slovachiae)
- Conferència Episcopal Eslovena (Slovenska Škofovska Konferenca)
- Conferència Episcopal Ucraïnesa (Conferenza Episcopale Ucraina/ Conferentia episcoporum Ucrainae)

### Amèrica
- Conferència dels Bisbes Catòlics del Canadà (Conférence des Evêques Catholiques du Canada/ Canadian Conference of Catholic Bishops)
- Conferència de l'Episcopat Mexicà[6]
- Conferència dels Bisbes Catòlics dels Estats Units (United States Conference of Catholic Bishops),[7] inclou al bisbe de les Illes Verges.
- Conferència Episcopal de les Antilles (Antilles Episcopal Conference), integrada pels bisbes d'Anguilla, Antigua i Barbuda, Antilles Neerlandeses, Aruba, Bahames, Barbados, Belize, Bermudes, Dominica, Granada, Guadalupe, Guayana francesa, Guyana, Illes Caiman, Illes Turks i Caicos, Illes Verges Britàniques, Jamaica, Martinica, Montserrat, Saint Christopher i Nevis, Saint Lucia, Sant Vicent i Grenadines, Surinam, Trinidad i Tobago, Sant Bartolomé i Sant Martín.
- Conferència Episcopal de Costa Rica
- Conferència de Bisbes Catòlics de Cuba
- Conferència de l'Episcopat Dominicà[8]
- Conferència Episcopal d'El Salvador[9]
- Conferència Episcopal de Guatemala
- Conferència Episcopal d'Haití (Conférence Episcopale de Haïti)
- Conferència Episcopal d'Hondures
- Conferència Episcopal de Nicaragua
- Conferència Episcopal de Panamà
- Conferència Episcopal Porto-riquenya
- Conferència Episcopal Argentina[10]
- Conferència Episcopal Boliviana[11]
- Conferència Nacional dels Bisbes del Brasil (Conferência Nacional dos Bispos do Brasil)
- Conferència Episcopal de Xile[12]
- Conferència Episcopal de Colòmbia
- Conferència Episcopal Equatoriana
- Conferència Episcopal Paraguaiana
- Conferència Episcopal Peruana[13]
- Conferència Episcopal Uruguaia[14]
- Conferència Episcopal de Veneçuela

### Àsia
- Conferència dels Bisbes Catòlics de Bangladesh (Catholic Bishops' Conference of Bangladesh)
- Conferència dels Bisbes Catòlics de Malàisia, Singapur i Brunei (Catholic Bishops' Conference of Malaysia, Singapore and Brunei)
- Conferència Episcopal de Laos i de Cambodja (Conférence Episcopale du Laos et du Cambodge)
- Conferència de Bisbes Catòlics de l'Índia (Conference of Catholic Bishops of Índia), Bhutan forma part d'una diòcesi de l'Índia.
- Conferència Episcopal Indonèsia (Konperensi Waligereja Indonèsia)
- Conferència dels Bisbes Catòlics del Japó (Catholic Bishops' Conference of Japan/ カトリック中央協議会)
- Conferència dels Bisbes Catòlics de Myanmar (Myanmar Catholic Bishops' Conference)
- Conferència dels Bisbes Catòlics de Pakistan (Pakistan Catholic Bishops' Conference)
- Conferència dels Bisbes Catòlics de les Filipines (Catholic Bishops' Conference of the Philippines)
- Conferència dels Bisbes Catòlics de Corea (Catholic Bishops' Conference of Korea), parts de Corea del Nord integren nominalment diòcesis de Corea del Sud.
- Conferència dels Bisbes Catòlics de Sri Lanka (Catholic Bishops' Conference of Sri Lanka), les Illes Maldives formen part d'una dióvesis de Sri Lanka.
- Conferència Regional Xina dels Bisbes de Taiwan (Taiwan Chinese Regional Bishops' Conference/ 天主教台灣地區主教團)
- Conferència dels Bisbes de Tailàndia (Bishops' Conference of Thailand)
- Conferència Episcopal de Vietnam (Conférence Episcopale du Viêt Nam)
- Conferència dels Bisbes Llatins de les Regions Àrabs (Conférence des Evêques Latins dans les Régions Arabes/ Conference of the Latin Bishops of the Arabic Regions), integrada pels bisbes d'Aràbia Saudita, Xipre, Egipte, Unió dels Emirats Àrabs, l'Iraq, Israel, Jordània, Kenya, Kuwait, Líban, Oman, Palestina, Qatar, Síria, Somàlia, Iemen i Djibouti.
- Conferència Episcopal de Kazakhtan (Conferenza Episcopale del Kazakhstan)
- Conferència Episcopal de Turquia (Episcopal Conference of Turkey/ Conférence Episcopale de Turquie)

### Oceania
- Conferència Episcopal del Pacífic (Conferentia Episcopalis Pacifici/ Episcopal Conference of the Pacific), integrada pels bisbes dels Estats Federats de Micronèsia, Guam, Illes Cook, Illes Fiji, Illes Marianes del Nord, Illes Marshall, Kiribati, Nauro, Niue, Nova Caledònia, Palaos, Pitcairn, Polinèsia Francesa, Samoa, Samoa Americana, Tokelau, Tonga, Tuvalu, Vanuatu i Wallis i Futuna.
- Conferència dels Bisbes Catòlics Australians (Australian Catholic Bishops Conference)
- Conferència dels Bisbes Catòlics de Nova Zelanda (New Zealand Catholic Bishops Conference)
- Conferència dels Bisbes Catòlics de Papua Nova Guinea i Illes Salomó (The Catholic Bishops' Conference of Papua New Guinea and Solomon Islands)

### Àfrica
- Conferència Episcopal Regional del Nord d'Àfrica (Conférence Episcopale Régionale du Nord de l'Afrique), integrada pels bisbes d'Algèria, Líbia, el Marroc, Sahara Occidental i Tunísia.
- Conferència Episcopal de Benin (Conférence Episcopale du Bénin)
- Conferència dels Bisbes de Burkina Faso i Níger (Conférence des Evêques de Burkina Faso et du Niger)
- Conferència dels Bisbes de Senegal, de la Mauritània, de Cap Verd i de Guinea Bissau (Conférence des Evêques du Sénégal, de la Mauritanie, du Cap-Vert et de Guinée-Bissau)
- Conferència Episcopal de Costa d'Ivori (Conférence Episcopale de la Côte d'Ivoire)
- Conferència Inter-territorial dels Bisbes Catòlics de Gàmbia i Sierra Leone (Inter-territorial Catholic Bishops' Conference of the Gàmbia and Sierra Leone)
- Conferència dels Bisbes de Ghana (Ghana Bishops' Conference)
- Conferència de Guinea (Conférence Episcopale de la Guinée)
- Conferència dels Bisbes Catòlics de Libèria (Catholic Bishops' Conference of Libèria)
- Conferència Episcopal de Mali (Conférence Episcopale du Mali)
- Conferència dels Bisbes Catòlics de Nigèria (Catholic Bishops' Conference of Nigèria)
- Conferència Episcopal de Togo (Conférence Episcopale du Togo)
- Conferència dels Bisbes Catòlics de Burundi (Conférence des Evêques catholiques du Burundi)
- Conferència Episcopal Nacional de Camerun (Conférence Episcopale Nationale du Cameroun)
- Conferència Episcopal Centrafricana (Conférence Episcopale Centrafricanie)
- Conferència Episcopal de Txad (Conférence Episcopale du Tchad)
- Conferència Episcopal de l'Oceà Índic (Conférence Episcopale de l'Océan Indien/ Episcopal Conferences of Indian Ocean), integrada pels bisbes de Comores, Mayotte, Maurici, Reunió i Seychelles.
- Conferència Episcopal del Congo (Conférence Episcopale du Congo)
- Conferència Episcopal de la República Democràtica del Congo (Conférence Episcopale de la République Démocratique du Congo)
- Conferència Episcopal de Guinea Equatorial
- Conferència Episcopal Etiòpica i Eritrea (Ethiopian and Eritrean Episcopal Conference)
- Conferència Episcopal de Gabon (Conférence Episcopale du Gabon)
- Conferència Episcopal de Kenya (Kenya Episcopal Conference)
- Conferència Episcopal de Malawi (Episcopal Conference of Malawi)
- Conferència Episcopal de Ruanda (Conférence Episcopale du Rwanda)
- Conferència dels Bisbes Catòlics de Sudan (Suen Catholic Bishops' Conference/ Conférence des Evêques catholiques au Soudan)
- Conferència Episcopal de Tanzània (Tanzània Episcopal Conference)
- Conferència Episcopal d'Uganda (Uganda Episcopal Conference)
- Conferència Episcopal de Zàmbia (Zambia Episcopal Conference)
- Conferència Episcopal d'Angola i São Tomé i Principe (Conferência Episcopal d'Angola i São Tomé)
- Conferència dels Bisbes Catòlics Sud-africans (Southern African Catholic Bishops' Conference), integrada pels bisbes de Bostwana, Sud-àfrica i Swazilàndia.
- Conferència dels Bisbes Catòlics de Lesotho (Lesotho Catholic Bishops' Conference)
- Conferència Episcopal de Madagascar (Conférence Episcopale de Madagascar)
- Conferència Episcopal de Moçambic (Conferência Episcopal de Moçambique)
- Conferència dels Bisbes Catòlics de Namíbia (Namibian Catholic Bishop’s Conference)
- Conferència dels Bisbes Catòlics de Zimbabwe (Zimbabwe Catholic Bishops' Conference)

### Conferència inter-ritual de l'Índia
- Conferència Inter-ritual dels Bisbes Catòlics de l'Índia (Catholic Bishops' Conference of Índia)

## Conferències Episcopals Internacionals
- Federació de Conferències dels Bisbes d'Àsia (Federation of Asian Bishops' Conferences)

Són membres les conferències de:
Bangladesh; Índia (llatina i inter-ritual); Església Sírio-Malabar; Església Sírio-Malankara; Indonèsia; Japó; Corea; Laos i Cambodja; Malàisia, Singapur i Brunei; Myanmar; Pakistan; Filipines; Sri Lanka; Taiwan; Tailàndia; Vietnam.
Són membres associats:
Hong Kong; Kazakhstan; Kirguizstan; Macau; Mongòlia; Nepal; Rússia; Tadjikistan; Turkmenistan; Uzbekistan.
- Consell de Patriarques Catòlics de l'Orient (Conseil des Patriarches Catholiques d'Orient)

Són membres els patriarques de:
Cilícia dels Armenis; Babilònia dels Caldeus; Antioquia dels Sirians; Antioquia dels Maronites; Alexandria dels Coptes; Antioquia dels Melquites i Llatí de Jerusalem.
- Secretariat Episcopal d'Amèrica Central i Panamà

Són membres les conferències de:
Panamà; Costa Rica; Nicaragua; Hondures; El Salvador; Guatemala; Belize.
- Comissió Episcopal de la Comunitat Europea (Commissio Episcopatuum Communitatis Europaeae/ Commission des Episcopats de la Commanauté Européenne/ Council of European Bishops' Conferences)

Són membres les conferències de:
Espanya; Àustria; Bèlgica; Anglaterra i Gal·les; França; Irlanda; Itàlia; Alemanya; Grècia; Països Baixos; Portugal; Escandinàvia; Escòcia; Luxemburg.
Membres associats:
Lituània; Malta; Polònia; Eslovàquia; Eslovènia; Suïssa; República Txeca; Hongria.
- Concili de Conferències Episcopals d'Europa (Consilium Conferentiarum Episcopalium Europae/ Council of European Bishops' Conferences)

Són membres les conferències de:
Hongria; Irlanda; Itàlia; Letònia; Lituània; Malta; Països Baixos; Polònia; Portugal; Romania; Rússia; Escandinàvia; Escòcia; Internacional dels Sants Cirili i Metodi; Eslovàquia; Espanya; Suïssa; Turquia; Ucraïna; Església Greco-Catòlica Ucraïnesa; Albània; Àustria; Bèlgica; Belarús; Bòsnia i Hercegovina; Bulgària; República Txeca; Croàcia; Anglaterra i Gal·les; França; Alemanya; Grècia; Luxemburg.
Associació de Conferències Episcopals d'Àfrica Central (Association des Conférences Episcopals de l'Afrique Centrale)
Són membres les conferències de:
Rwanda; Burundi; Congo; República Democràtica del Congo.
- Associació de Conferències Episcopals de la Regió d'Àfrica Central (Association des Conférences Episcopals de la Région de l'Afrique Central)

Són membres les conferències de:
Camerun; Txad; Congo; Guinea Equatorial; República Centreafricana; Gabon.
- Associació de Membres de les Conferències Episcopals a Àfrica Oriental (Association of Member Episcopal Conferences in Eastern Africa)

Són membres les conferències de:
Kenya; Malawi; Sudan; Tanzània; Uganda; Zàmbia; Etiòpia i Eritrea.
Membres associats:
Djibouti; Somàlia.
- Trobada Inter-Regional de Bisbes del Sud d'Àfrica (Inter-Regional Meeting of Bishops of Southern Africa)

Són membres les conferències de:
Angola i Sao Tomé i Principe; Sud-àfrica; Lesotho; Moçambic; Namíbia; Zimbabwe.
- Conferència Episcopal Regional de l'Àfrica Occidental Francòfona (Conférences Episcopals Régionale de l'Afrique de l'Ouest Francophone)

Són membres les conferències de:
Bénin; Burkina Faso i Niger; Costa d'Ivori; Guinea; Mali; Togo; bisbes de Guinea Bissau, Mauritània i Senegal.
- Associació de Conferències Episcopals de l'Àfrica Occidental Anglòfona (Association of the Episcopal Conferences of Anglophone West Africa)

Són membres les conferències de:
Ghana; Libèria; Nigèria; Gàmbia i Sierra Leone.
- Simposi de Conferències Episcopals d'Àfrica i Madagascar (Symposium des Conférences Episcopals d'Afrique et de Madagascar/ Symposium of Episcopal Conferences of Africa and Madagascar)

Són membres les conferències de:
Associació de Conferències Episcopals de la Regió d'Àfrica Central; Associació de Conferències Episcopals d'Àfrica Central; Associació de Conferències Episcopals de l'Àfrica Occidental Anglòfona; Assemblea de la Jerarquia Catòlica d'Egipte; Associació de Membres de les Conferències Episcopals a Àfrica Oriental; Conferència Episcopal Regional de l'Àfrica Occidental Francòfona; Conferència Episcopal Regional del Nord d'Àfrica; Trobada Inter-Regional de Bisbes del Sud d'Àfrica; Conferència Episcopal de Madagascar; Conferència Episcopal de l'Oceà Índic.
- Federació de Conferències de Bisbes Catòlics d'Oceania (Federation of Catholic Bishops' Conferences of Oceania)

Són membres les conferències de:
Austràlia; Pacífic; Papua Nova Guinea i Illes Salomó; Nova Zelanda.
- Consell Episcopal Llatinoamericà

Són membres les conferències de:
Argentina; Bolívia; Brasil; Xile; Colòmbia; Costa Rica; Cuba; República Dominicana; Equador; Guatemala; Hondures; Haití; Mèxic; Nicaragua; Panamà; Perú; Paraguai; El Salvador; Antilles; Uruguai; Veneçuela.

## Sínodes patriarcals
- Sínode de l'Església Catòlica Armènia
- Sínode de l'Església Catòlica Síria
- Sínode de l'Església Catòlica Caldea
- Sínode de l'Església Catòlica Maronita
- Sínode de l'Església Greco-Catòlica Melquita
- Sínode de l'Església Catòlica Copta

## Sínodes arxiepiscopals majors
- Sínode de l'Església Greco-Catòlica Ucraïnesa
- Sínode de l'Església Catòlica Síria Malabar
- Sínode de l'Església Catòlica Síria Malankara
- Sínode de l'Església Greco-Catòlica Romanesa

## Concilis d'Esglésies Orientals
- Concili de l'Església Catòlica Etíop
- Concili de l'Església Catòlica Rutena Bizantina als Estats Units
- Concili de l'Església Eslovaca

## Assemblees d'Ordinaris Orientals
- Assemblea de la Jerarquia Catòlica d'Egipte (Assembly of the Catholic Hierarchy of Egypt/ Assemblée de la Hiérarchie Catholique d'Egypte)
- Assemblea dels Bisbes Catòlics de l'Iraq (Assembly of the Catholic Bishops of l'Iraq)
- Conferència Episcopal Iraniana (Iranian Episcopal Conference)
- Assemblea dels Bisbes i Patriarques Catòlics del Líban (Assembly of the Catholic Patriarchs and Bishops of Lebanon)
- Assemblea dels Ordinaris Catòlics de la Terra Santa (Assembly of Catholic Ordinaries of the Holy Land), integrada pels bisbes de Xipre, Israel, Jordània i Palestina.
- Assemblea dels Ordinaris Catòlics a Síria (Assembly of Catholic Ordinaries in Syria)